# Lindley (Nowy Jork)
Lindley – miasto w Stanach Zjednoczonych, w stanie Nowy Jork, w hrabstwie Steuben.